# Notes from a Ceiling
Albums de The Mess Hall
Evelyn
(2005) Feeling Sideways
(2003)
Notes from a Ceiling est le deuxième album du duo rock australien The Mess Hall.
Cet album gagna un prix ARIA pour Best Engineer et fut listé pour un Autralian Music Prize et a été inclus dans les top 50 de Triple J et Rolling Stone en 2005.
Au début de 2004, Kurzel vécu un style de vie un peu nomade. Ayant déménagé une fois, il ne cessa de déménager d'ami en ami. Son souvenir principal de cette année-là est d'avoir regardé plusieurs plafonds en se demandant ce qu'il faisait, d'où le titre de l'album (plafond=ceiling)

## Pistes
1. Diddley – 5:23
2. Pills – 4:00
3. Call It Black – 4:12
4. Disco 1 – 3:59
5. Skyline – 6:01
6. Shaky Ground – 3:28
7. Metal And Hair – 2:35
8. Disco 2 – 4:38
9. Holes – 2:41
10. Red Eyes And Sunshine – 6:34